# Auriculella malleata
Auriculella malleata là một loài ốc sên nhiệt đới hô hấp trên cạn, là động vật thân mềm chân bụng có phổi sống trên cạn. Chúng là loài đặc hữu của Hoa Kỳ.